# Stanisław Tymiński
Stanisław Tymiński (* 27. ledna 1948 Pruszków) je polský podnikatel, politik a publicista.
Vystudoval elektrotechnickou průmyslovku a pracoval ve varšavské továrně ELPO. V roce 1969 emigroval, žil ve Švédsku, Kanadě a Peru, založil počítačovou firmu Transduction, úspěšně podnikal také v oblasti médií a finančnictví. V roce 1988 vstoupil do Libertariánské strany Kanady.
Po pádu komunistického režimu se vrátil do Polska. Kandidoval v prvních svobodných prezidentských volbách v roce 1990, kde v prvním kole získal 23,1 % hlasů a nečekaně postoupil do druhého kola, kde ho porazil Lech Wałęsa. Pak založil vlastní Stranu X, která však již neměla větší vliv. Své názory na politiku a hospodářství vyložil v knize Święte psy (1990). Prezentoval se jako antisystémový kandidát, jeho politická kariéra byla provázena skandály, osobními útoky na oponenty, konspiračními teoriemi a xenofobními výroky.
V roce 1994 založil firmu Maloka BBS, což byl první polský komerční Bulletin Board System.
V roce 2005 znovu kandidoval na prezidenta, získal pouze 0,2 % hlasů.